# Parafia św. Anny w Prawnie
Parafia św. Anny w Prawnie – jedna z 10 rzymskokatolickich parafii w dekanacie Opole Lubelskie w archidiecezji lubelskiej.

## Zasięg parafii
Do parafii należą wierni z następujących wsi: Chruślanki Mazanowskie, Dębniak, Graniczna, Mariampol, Mazanów, Miłoszówka, Pielgrzymka, Pocześle, Prawno i Stasin.

## Sąsiednie parafie
Parafia Boby (dekanat Urzędów), Parafia Boiska (dekanat Urzędów), Parafia Grabówka (dekanat Urzędów), Parafia Rybitwy, Parafia Świeciechów (dekanat Urzędów)

## Historia parafii
Na początku XVII w. fundatorem nowej placówki duszpasterskiej w Prawnie był Abraham Sieniński. Kościół został uposażony 2,5 łana pola. Uposażenie to zostało powiększone w 1659 r. W połowie XIX w. do kościoła należało ponad 100 mórg ziemi, ale po konfiskacie przez carat pozostało tylko 6. Już w XVII wieku przy kościele funkcjonowała szkoła prowadzona przez bakałarza. W okresie przedrozbiorowym istniała tu również niewielka biblioteka. W tym czasie parafia należała do archidiakonatu zawichojskiego (dekanat Urzędów). Od 1867 r. kościół w Prawnie był filią parafii Rybitwy. W 1920 r. parafia została ponownie erygowana przez bpa Mariana Fulmana i weszła w skład dekanatu opolskiego. W czasie II wojny światowej wielką tragedię przeżyła wieś Graniczna (została spalona przez Niemców, a ludność wymordowano). W archiwum są przechowywane akta metrykalne z XVIII w. Są tu również księgi wizytacji biskupich i dziekańskich.
W 1908 r. w pobliżu kościoła wzniesiono plebanię z białego kamienia. Jej gruntowny remont przeprowadzono w latach 1998-99.